# Karl Erich Rienzner
Karl Erich Rienzner (* 1. August 1899 in Salzburg; † 27. März 1978 ebenda) war ein österreichischer Facharzt für Hals-Nasen-Ohren-Heilkunde und Primar am Krankenhaus der Barmherzigen Brüder in Salzburg. Im Stadtteil Liefering ist ein Weg nach ihm benannt. Der Weg ist in die Liste von Straßennamen nach NS-belasteten Persönlichkeiten aufgenommen.

## Leben und Werk
Karl Erich Rienzner war der Sohn des aus Leisach in Osttirol stammenden Arztes Karl Rienzner und der aus Innsbruck stammenden Nothburga Feichtner oder Fichtner, der Tochter eines Fleischermeisters. Nach deren Hochzeit in Innsbruck 1898 übersiedelte das Paar nach Salzburg, wo Rienzner am 1. August 1899 geboren und am 9. August in der Blasiuskirche getauft wurde. Die Familie wohnte in der Altstadt in der Sigmund-Haffner-Gasse 14.
Nach dem Gymnasium in Salzburg studierte Rienzner wie schon sein Vater Medizin in Innsbruck und spezialisierte sich, ebenfalls wie der Vater, auf das HNO-Fachgebiet. Er promovierte im November 1923 und arbeitete von 1924 bis 1929 im Krankenhaus der Stadt Wien. Danach kehrte er nach Salzburg zurück, wo er von Oktober 1929 bis zum Ende des Zweiten Weltkriegs im Haus Mirabellplatz 6 eine HNO-Facharztpraxis unterhielt.

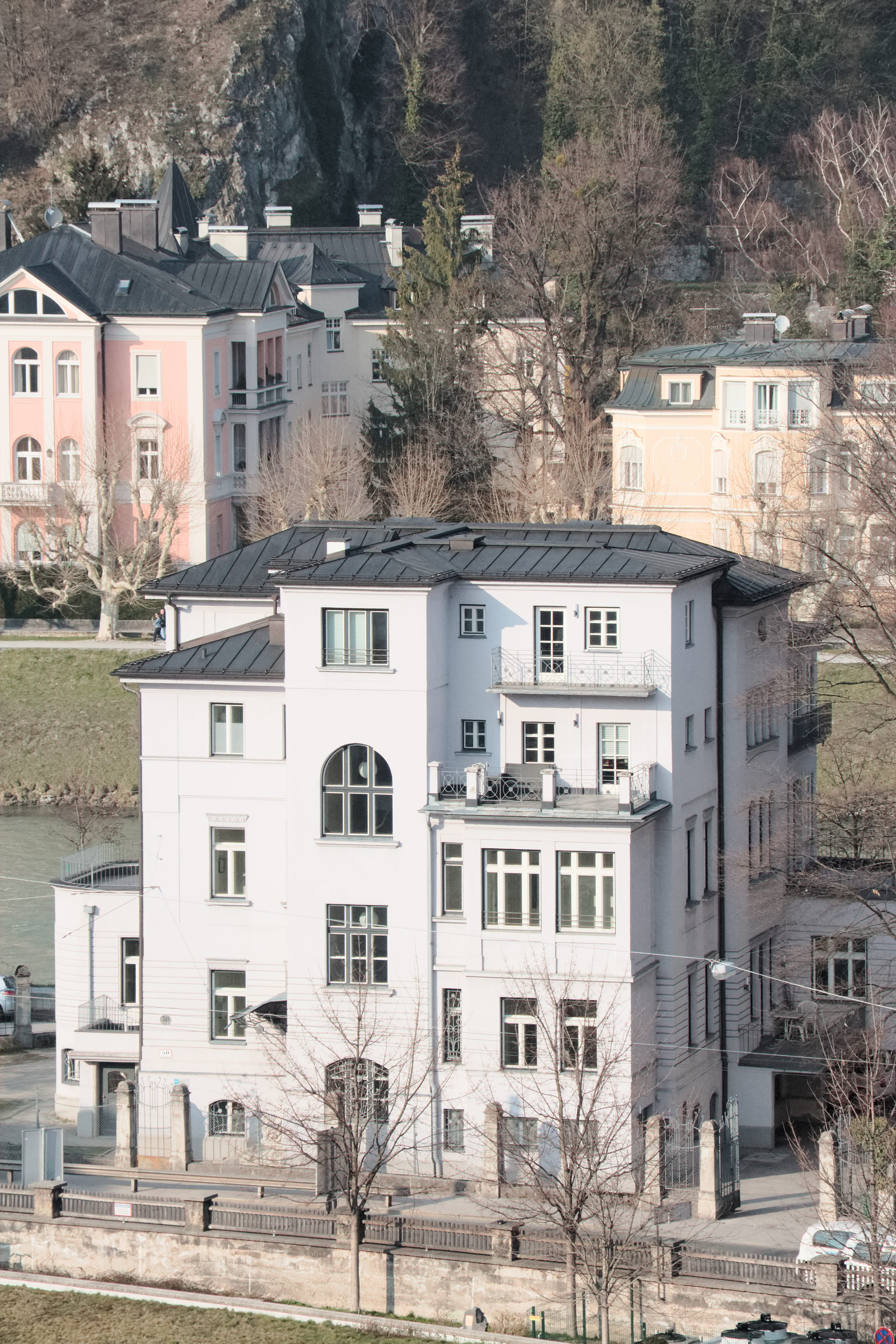
Haus Rudolfskai 50, Wohnhaus von Karl Erich Rienzner

Im Juni 1932 heiratete Rienzner Hildegard Schall, die Tochter des Direktors der Zementwerke Gebrüder Leube (heute Leube-Gruppe)  in Grödig nahe Salzburg. Nach der Hochzeit bezog das Paar eine Wohnung im Haus Rudolfskai 50, ein Jugendstilgebäude, das 1901 von Jakob Ceconi im Auftrag von Rienzners Schwiegervater errichtet worden war. Nach dem Krieg übersiedelte Rienzner auch seine Praxis vom Mirabellplatz in dieses Haus. Die Rudolfskai-Straße, die bei dem Haus eine s-förmige Biegung macht, ist bei eingesessenen Bewohnern der Stadt Salzburg noch als Rienznerkurve bekannt.
Rienzner arbeitete ab 1931 auch im Krankenhaus der Barmherzigen Brüder, wo er ab 1935 als Leiter der HNO-Abteilung fungierte und 1939 Primararzt wurde. Unter seiner Leitung war ein markanter Anstieg der operativen Eingriffe in seiner Abteilung zu verzeichnen.
Karl Erich Rienzner beantragte am 12. Mai 1938 die Aufnahme in die NSDAP und wurde rückwirkend zum 1. Mai desselben Jahres aufgenommen (Mitgliedsnummer 6.343.921). Er wurde zudem Mitglied im NS-Ärztebund. 1939 war er wenige Monate als Musterungsarzt für die SA tätig. Von August 1939 bis 1945 fungierte Rienzner für das Heer der Wehrmacht als Stabsarzt der Reserve am Reservelazarett I, zu dem das Krankenhaus der Barmherzigen Brüder in dieser Zeit umfunktioniert war. In den ersten Kriegswochen 1939 war Rienzner auch in Polen als Arzt aktiv.
Im Entnazifizierungsprozess nach dem Krieg gab Rienzner an, dass sein Eintritt in der NSDAP ohne politische Motive war: „Mein Beitritt zur NSDAP und zum Ärztebund erfolgte lediglich aus beruflichen Interessen[,] um mich vor event. Nachteilen zu schützen. Vorteile habe ich aus meiner Mitgliedschaft keine gehabt.“ Tatsächlich ist über die politische Haltung der Familie Rienzner nichts bekannt. Rienzner wurde als minderbelastet eingestuft und für entnazifiziert erklärt. Er setzte daraufhin seine ärztliche Tätigkeit fort.
Karl Erich Rienzner verstarb am 27. März 1978 an den Folgen eines Schlaganfalls.

## Ehrung
Im Salzburger Stadtteil Liefering ist seit 1980 eine rund 250 m lange Wohnstraße nahe der Münchner Bundesstraße, der Rienznerweg, nach Karl Erich Rienzner benannt. Als Grund für die Benennung wurde im Vorschlag neben seiner fachlichen Autorität angegeben, dass er als Bezug zu Liefering lange Zeit Pächter von Lieferinger Fischwässern war, ein umstrittenes Fischereirecht der Lieferinger Peter-Pfenninger-Stiftung einverleibte und Ehrenmitglied dieser Stiftung war. Am 12. September 1980 stimmten im Salzburger Gemeinderat alle Parteien für die Benennung der damals neu entstandenen Privatstraße nach Rienzner.
Im Zuge der NS-Aufarbeitung seitens der Stadt Salzburg im Projekt Die Stadt Salzburg im Nationalsozialismus gilt der Straßenname heute als einer nach einer NS-belasteten Person.